# Pustá Kamenice
Pustá Kamenice (deutsch Wüst Kamenitz, auch Wüst Kamnitz) ist eine Gemeinde in Tschechien. Sie liegt 13 Kilometer östlich von Hlinsko und gehört zum Okres Svitavy.

## Geographie

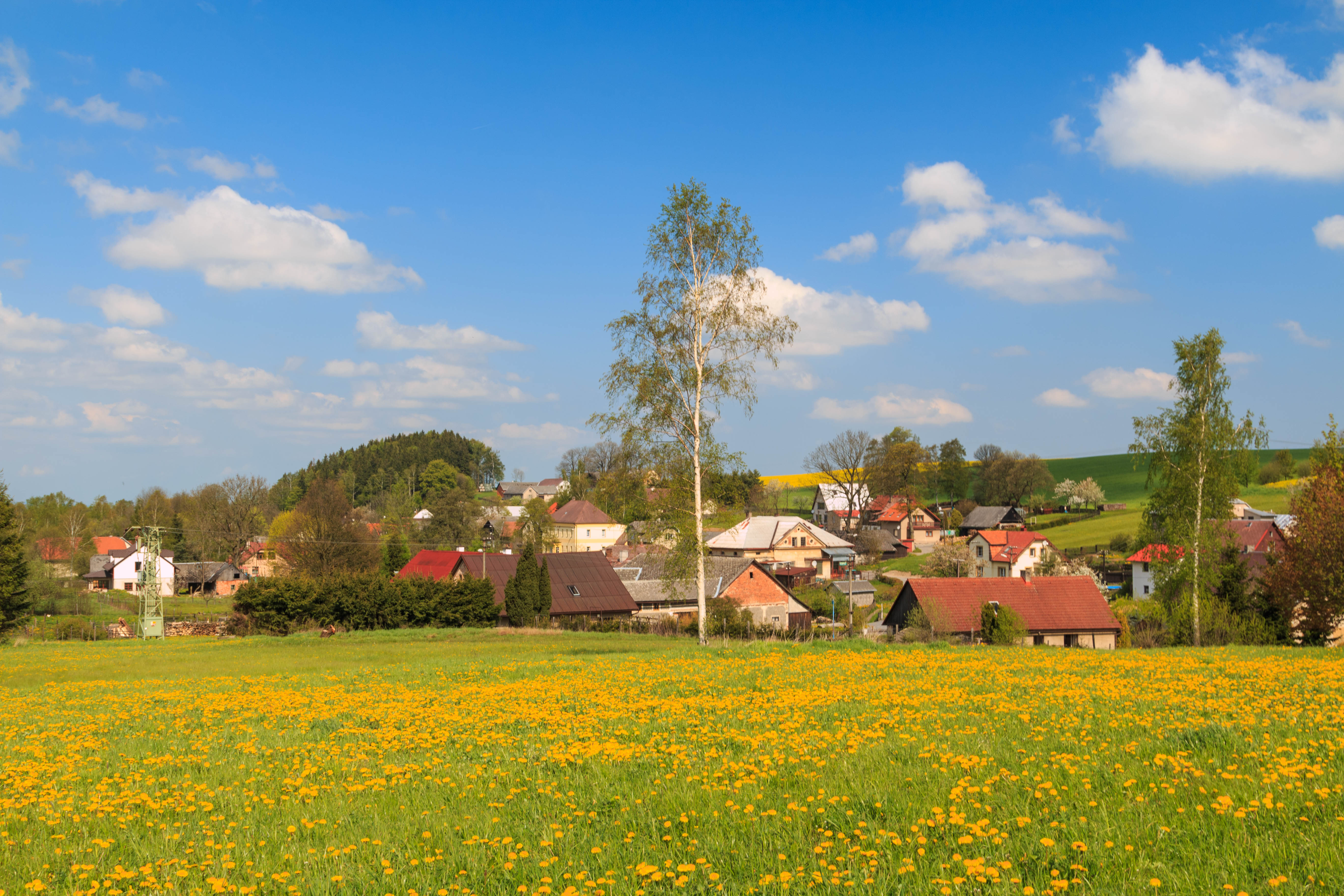
Ortsansicht

Pustá Kamenice befindet sich nordöstlich der Saarer Berge am Übergang zum Schönhengster Rücken (Hřebečovský hřbet) im Tal des Baches Kamenická voda. Östlich erhebt sich der Velké paseky (713 m), südöstlich der Žižkov (753 m) und Spálený kopec (765 m), im Süden der Bubnovaný kopec (780 m) und Zkamenělý zámek (775 m). Das Dorf gehört zum Landschaftsschutzgebiet Žďárské vrchy. Nördlich führt die Staatsstraße I/34 zwischen Hlinsko und Polička vorbei. Der Ort liegt an der Eisenbahnstrecke Svitavy – Žďárec u Skutče, an der sich in Pustá Kamenice eine Bahnstation und eine Haltestelle befinden. Durch Pustá Kamenice führt die Europäische Hauptwasserscheide zwischen Elbe und Donau.
Nachbarorte sind Rychnov und Františky im Norden, Svatá Kateřina und Cerkytle im Osten, Bukovina, Borová, Blatina und Damašek im Südosten, Kopec und Ruda im Süden, Čachnov im Südwesten, Pešasova Háj, Porostliny, Pekelec und Radčany im Westen sowie Pec, Krouna und Vápenky im Nordwesten.

## Geschichte
Kamenice wurde wahrscheinlich im 13. Jahrhundert während der Kolonisation des Urwaldes im Grenzgebiet zu Mähren angelegt. Anhand der Bebauung mit Vierseithöfen waren die ersten Siedler vermutlich deutsche Kolonisten. Die alte Holzkirche soll um 1350 durch Köhler und Bergleute errichtet worden sein. Die älteste schriftliche Überlieferung von Kamenitz erfolgte 1392 in der Landtafel, als Smil Flaška von Pardubitz die Herrschaft Richenburg mit den zugehörigen 62 Ortschaften an Otto von Bergow und Boček II. von Podiebrad übergab. Vermutlich wurde der Ort während der Hussitenkriege 1421 bei den Kämpfen um Polička zerstört. Als Jan Pardus von Vratkov 1456 die Herrschaft Richenburg beschrieb, gab er Moravska Rybná, Kamenice und Schonau als gänzlich wüste Orte an. 1584 bestand das Dorf aus 15 Angesessenen. 1661 lebten in den 11 Häusern 35 Bewohner. Die Bewohner lebten zu dieser Zeit von der Holzfällerei und Köhlerei. 1690 begann der Bergbau auf Eisenerz bei Ruda, der bis 1829 betrieben wurde. 1772 wurde nordwestlich von Pustá Kamenice bei der Mácha-Mühle ein Hochofen errichtet, um den die Siedlung Pec entstand.
Nach der Aufhebung der Patrimonialherrschaften bildete Pustá Kamenice ab 1850 eine Gemeinde im politischen Bezirk Hohenmauth. Der Hochofenbetrieb wurde eingestellt. An seinem Standort sind noch Schlackenhalden sichtbar und Ringmauern im Boden erhalten. 1897 erhielt das Dorf nach der Vollendung der Lokalbahn Zwittau–Polička–Skutsch einen Eisenbahnanschluss. 1949 wurde die Gemeinde dem Okres Polička und 1961 dem Okres Svitavy zugeordnet.

## Gemeindegliederung
Für die Gemeinde Pustá Kamenice sind keine Ortsteile ausgewiesen. Zu Pustá Kamenice gehören die Ansiedlungen Bukovina (Bukowina), Kopec (Kopetz) und Pec (Pecz).

## Sehenswürdigkeiten
- Die Kirche der hl. Anna entstand 1680 anstelle einer alten seit 1350 nachweislichen Holzkirche, die 1677 wegen Verfalls abgerissen werden musste. Der frühbarocke Neubau wurde mit Unterstützung von Franz Anton Berka von Dubá errichtet und 1763 auf Veranlassung von Philipp Graf Kinský barock umgestaltet. 1883 erfolgte ein weiterer Umbau im neogotischen Stil.
- historische Vierseithöfe
- Felsen Šlerková skála, nördlich des Dorfes